# Martijn Havenga
Martijn Havenga (13 oktober 1990) is een Nederlandse hockeyer, sinds 2013 spelend voor de Utrechtse club Kampong. 
Havenga is een zoon van oud-hockeyster/international en televisiepresentatrice Elsemieke Havenga. De verdediger speelde tussen 2005 en 2013 onafgebroken in het eerste van Laren en doorliep tevens de jeugdelftallen van die club. In 2014 nam Max Caldas hem op in de Nederlandse selectie voor het toernooi om de Champions Trophy eind dat jaar. Op dat toernooi maakte hij uiteindelijk zijn debuut. Havenga beschikt daarnaast over een gevaarlijke strafcorner.